# アーゲイ (ポートランド)
アーゲイ（Argay）は、アメリカ合衆国オレゴン州ポートランド北東部に位置する地区。北部地区境をコロンビア川、西部地区境を北東122番通り（NE 122nd Ave）、南部地区境を州間高速道路84号線、東部地区境を北東148番通り（NE 148th Ave）がそれぞれ形成している。
地区内には、アーゲイ公園（1984年）がある。